# ويليام كامبل
ويليام كامبل (بالإنجليزية: William Campbell)‏ (25 أكتوبر 1865 بإنفرنيس في المملكة المتحدة - ) هو لاعب كرة قدم بريطاني (وحمل سابقاً جنسية المملكة المتحدة لبريطانيا العظمى وأيرلندا) في مركز الهجوم. لعب مع بريستون نورث إيند وبلاكبيرن روفرز ومانشستر يونايتد ونادي أرسنال ونادي ميدلزبره ونوتس كاونتي وDarwen F.C. (1870) ‏.